# Цинков хлорид
Цинковия дихлорид е силно хигроскопично бяло кристално вещество. Понякога се използва като сушилно средство. Негови концентрирани разтвори разтварят целулозата, коприната, хартията. Той се използва в текстилната промишленост и за получаване на пергаментова хартия. Обикновената хартия се поставя да стои известно време в този разтвор, при което повърхностните и слоеве се разтварят. Разтворените продукти запълват порите на останалата част от листовете и те стават полупрозрачни. След това листите се промиват обилно с вода и накрая с глицеринов разтвор, за да станат по-гъвкави. Цинковият хлорид се топи при много ниска температура и в тази стопилка се разтварят много метални оксиди. Затова той се използва в металургията за почистване на метални повърхности от оксиди преди запояване. Влиза и в състава на някои зъбни цименти.
Цинковият хлорид се употребява за импрегниране на траверси (като противогниещо вещество), в медицината като резяждащо средство, във вулканфибърното производство и др. Освен това под формата на т.нар. гасена солна киселина намира приложение при запояването с калай, тъй като чисти добре металната повърхност от окиси.
Цинковият хлорид ZnCl2 се получава при разтварянето на ZnO, Zn или ZnCO3 в солна киселина
2HCl + ZnO → ZnCl2 + H2O.
Ако в изходната суровина се съдържа желязо, то се окислява с хлор и след това се утаява като Fe(OH)3 посредством ZnO или ZnCO3. При изпарение на разтвора се отделя бяла зърновидна кристална маса, която лесно се стапя и застива в порцелановидна прозрачна маса. Стопилката на ZnCl2 провежда добре електрическия ток.
Безводната сол се стапя при 318 °C, а кипи при 730 °C. Парите му кристализират в игловидни кристали. Много разтворим е във вода като разтворимостта му се повишава с повишаване на температурата. При еднакви други условия той е най-разтворим, в сравнение с останалите цинкови халогениди. Във водните си разтвори е хидролизиран, реакцията на средата е кисела. Над 28 °C из водни разтвори кристализира безводен. Под нея кристализират различни кристалохидрати в зависимост от температурата.
Цинковият хлорид има неприятен метален вкус. Действа възпалително върху кожата. Склонен е да образува двойни соли с донякъде изразен комплексен характер, както с алкалните хлориди, така и с алкалоземните хлориди, които се извеждат от общата формула M2[ZnCl4]. При ниска температура из солнокиселия разтвор кристализират в зависимост от концентрацията на киселината съединенията 2ZnCl2.HCl.2H2O или ZnCl2.HCl.2H2O. От цинковия хлорид са познати основни хлориди, като например ZnOHCl, ZnCl2.4Zn(OH)2 и др.